# Miles Davis-diszkográfia
Ez a cikk Miles Davis jazz-zenész lemezeinek gyűjteménye.

## Stúdió albumok

### 1945-1956
- The Complete Savoy and Dial Sessions (1945-1951)
- First Miles (1945)
- Yardbird in Lotus Land (Charlie Parker, leader) (Spotlite) (1946)
- The Love Songs of Mr. B (Billy Eckstein, leader) (1946)
- Bopping the Blues (Earl Coleman, Ann Baker, leaders) (1946)
- Flying Home (Illinois Jacquet, leader) (1947)
- Cool Bird (Charlie Parker, leader) (1947)
- The Band that Never Was (Charlie Parker, leader) (Spotlite) (1948)
- Bird on 52nd Street (3 volumes) (Charlie Parker, leader) (1948)
- Bird at the Royal Roost (Charlie Parker, leader) (1948)
- The Real Birth of the Cool (Miles’ nonet live at the Royal Roost) (1948)
- Cool Boppin' (1948)
- Birth of the Cool (1949 and 1950)
- Conception (1951)
- Blue Period (1951)
- Dig (1951)
- Miles Davis with Horns (1951 and 1953)
- Miles Davis Volume 1 (Blue Note Records, 1952 and 1954)
- Miles Davis Volume 2 (Blue Note Records, 1953)
- Blue Haze (1953 and 1954)
- Collectors' Items (1953 and 1956)
- Walkin' (1954)
- Bags' Groove (1954)
- Miles Davis and the Modern Jazz Giants (1954, with one track from 1956)
- Musings of Miles (1955)
- Blue Moods (1955)
- Quintet / Sextet (1955, Miles Davis and Milt Jackson)
- Miles: The New Miles Davis Quintet (1955)
- Cookin' with the Miles Davis Quintet (1956)
- Relaxin' with the Miles Davis Quintet (1956)
- Workin' with the Miles Davis Quintet (1956)
- Steamin' with the Miles Davis Quintet (1956)

### 1955-1975, Columbia
- 'Round About Midnight (1955-1956)
- Miles Ahead (1957)
- Ascenseur pour l'Échafaud (Fontana, 1957 - film soundtrack)
- Somethin' Else (Blue Note Records, 1958 - Cannonball Adderley quintet)
- Milestones (1958)
- Porgy and Bess (1958)
- 1958 Miles (1958)
- Kind of Blue (1959) RIAA: 4x Platinum
- Sketches of Spain (1960) RIAA: Gold
- Someday My Prince Will Come (1961)
- Quiet Nights (1962-1963)
- Seven Steps to Heaven (1963)
- E.S.P (1965)
- Miles Smiles (1966)
- Sorcerer (1967)
- Nefertiti (1967)
- Miles in the Sky (1968)
- Water Babies (previously unissued recordings from 1967 & 1968)
- Filles de Kilimanjaro (1968)
- In a Silent Way (1969)
- Bitches Brew (1970)
- Jack Johnson (1970)
- Live-Evil (1970)
- On the Corner (1972)
- Big Fun (1969-1972)
- Get Up with It (1970-1974)

### 1981-1985, Columbia
- The Man With The Horn (1980/1981)
- Star People (1982/1983)
- Decoy (1983/1984)
- You're Under Arrest (1984/1985)
- Aura (recorded 1985; released 1989)

### 1986-1991, Warner Bros.
- Tutu (1986)
- Music from Siesta (1987 - film soundtrack)
- Back on the Block (1989)
- Amandla (1989)
- Dingo (1991 - film soundtrack)
- Doo-Bop (1992)

## Élő felvételek
- Birdland 1951 (1951)
- Miles & Coltrane (1955)
- Miles Davis Quintet at Peacock Alley (1956)
- Amsterdam Concert (1957)
- Miles Davis at Newport 1958 (1958)
- Live in Den Haag (1960)
- Miles Davis & John Coltrane. Live in Stockholm (1960)
- Olympia, 20th March 1960 (1960)
- Manchester Concert (1960)
- Olympia, 11th October 1960 (1960)
- In Person: At The Blackhawk, San Francisco (1961)
- Miles Davis At Carnegie Hall (1961)
- Miles & Monk at Newport (1963 release of 1958 concert, with unrelated 1963 Monk performance)
- In Europe (1963)
- Live at the 1963 Monterey Jazz Festival (1963)
- My Funny Valentine (1964)
- Four & More (1964)
- Miles In Tokyo (1964)
- Miles In Berlin (1964)
- The Complete Live at the Plugged Nickel 1965 (1965)
- 1969 Miles - Festival de Juan les Pins (1969)
- Live at the Fillmore East, March 7, 1970: It's About That Time (1970)
- Black Beauty: Live at the Fillmore West (1970)
- Miles Davis at Fillmore: Live at the Fillmore East (1970)
- Message to Love: The Isle of Wight Festival 1970 (1970)
- The Cellar Door Sessions (1970)
- Live-Evil (1970) - both live and studio
- Live In Vienna 11-05-1971 (1971)
- In Concert: Live at Philharmonic Hall (1972)
- Jazz at the Plaza (1973 release of 1958 appearance)
- Dark Magus (1974)
- Agharta (1975)
- Pangaea (1975)
- Miles! Miles! Miles! (1981)
- We Want Miles (1982)
- Munich Concert (1988)
- The Complete Miles Davis at Montreux (1973-1991)
- Miles & Quincy Live At Montreux (1991)
- Live Around The World (1988-1991)

## Külső hivatkozások
- Miles Davis hivatalos honlapja
- Miles Ahead - Miles Davis Diszkográfia